# Poland's Next Top Model
Top Model. (Vroeger Top Model, Zostań modelką) is een Poolse realityserie gebaseerd op America's Next Top Model. De presentatrice van het programma is Joanna Krupa, een Pools-Amerikaans fotomodel.
De eerste 2 seizoenen van top model werden uitgezonden in de herfst 2010/2011, het derde seizoen dat werd gehouden in winter/lente 2013. In de eerste 3 afleveringen gaat men de jury naar verschillende Poolse steden de audities beoordelen. Hier moeten ze 50 meisjes uit kiezen.Nadat ze de meisjes hebben gekozen houden ze verschillende proeven om de talenten van de meisjes te zien.Ten slotte kozen ze in 2010 en 2011 13 meisjes uit die gaan vechten om de Poolse Top Model te worden. In 2013 waren dit 14. Voor de halve finale gaan de 5 overgebleven meisjes naar een bepaald land. Daar zullen ze een professionele aanpak krijgen en daar worden dan de 2 (2010, 2011) of 4 (2013) finalisten door de juryleden gekozen. In de finale kunnen kijkers meestemmen en de winnaar krijgt een contract met Next en een internationaal contract, een fotoshoot voor het modetijdschrift Glamour. Vanaf seizoen 4 doen ook mannen mee in de strijd voor "Poland's Next Top Model".